# Belgisch kampioenschap zijspancross
Het Belgisch kampioenschap zijspancross is een jaarlijkse zijspancross-competitie in België waarin gereden wordt voor de nationale titel.

## Erelijst
| Jaar | Goud                                               | Zilver                                     | Brons                                     |
| 2020 |                                                    |                                            |                                           |
| 2019 | Marvin Vanluchene / Ben Van den Bogaart            | Glenn Van der Schraelen / Jimmy Van Gennip | Sandrino Huysentruyt - Francis Wittebolle |
| 2018 | Marvin Vanluchene / Ben Van den Bogaart            | Kristof Santermans / Kostas Beleckas       | Arne Dierckens / Luc Rostingt             |
| 2017 | Jason Van Daele / Ben Van den Bogaart              | Davy Sanders / Eduard Soenens              | Arne Dierckens / Luc Rostingt             |
| 2016 | Jan Hendrickx / Ben Van den Bogaart                |                                            |                                           |
| 2015 | Jan Hendrickx / Ben Van den Bogaart                | Marvin Vanluchene / Eduard Soenens         | Jason Van Daele / Gianni D’Hondt          |
| 2014 | Jan Hendrickx / Elvijs Mucenieks                   |                                            |                                           |
| 2013 | Ben Adriaenssen / Ben Van den Bogaart              | Jan Hendrickx / Elvijs Mucenieks           |                                           |
| 2012 | Jan Hendrickx / Tim Smeuninx                       |                                            |                                           |
| 2011 | Jan Hendrickx / Tim Smeuninx                       |                                            |                                           |
| 2010 | Joris Hendrickx / Kaspars Liepiņš                  | Jan Hendrickx / Tim Smeuninx               |                                           |
| 2009 | Joris Hendrickx / Kaspars Liepiņš                  | Jan Hendrickx / Tim Smeuninx               |                                           |
| 2008 | Joris Hendrickx / Kaspars Liepiņš                  | Jan Hendrickx / Tim Smeuninx               |                                           |
| 2007 | Daniel Willemsen / Reto Grütter                    | Jan Hendrickx / Tim Smeuninx               |                                           |
| 2006 | Daniel Willemsen / Sven Verbrugge                  | Nicky Pulinx / Ludo Somers                 | Joris Hendrickx / Eli Piccart             |
| 2005 | Jan Goethals / Dimitri Vandeursen                  | Andreas Clohse / Guido Schlabertz          | Joris Hendrickx / Roger Van de Lagemaat   |
| 2004 | Kristers Sergis / Sven Verbrugge                   | Nicky Pulinx / Dagwin Sabbe                | Boudewijn Gommeren / Martin Geerdink      |
| 2003 | Geen kampioenschap                                 | Geen kampioenschap                         | Geen kampioenschap                        |
| 2002 | Geen kampioenschap                                 | Geen kampioenschap                         | Geen kampioenschap                        |
| 2001 | Geen kampioenschap                                 | Geen kampioenschap                         | Geen kampioenschap                        |
| 2000 | Geen kampioenschap                                 | Geen kampioenschap                         | Geen kampioenschap                        |
| 1999 | Geen kampioenschap                                 | Geen kampioenschap                         | Geen kampioenschap                        |
| 1998 | Geen kampioenschap                                 | Geen kampioenschap                         | Geen kampioenschap                        |
| 1997 | Peter Steegmans / Christian Verhaegen              | Geert Devoldere / Ludo Somers              | Marc Leysen / Michael Imbert              |
| 1996 | Geen kampioenschap                                 | Geen kampioenschap                         | Geen kampioenschap                        |
| 1995 | Jacky Janssen / Wiljam Janssen                     | Gunther Goovaerts / Gino Strubbe           | Geert Devoldere / Christian Verhaegen     |
| 1994 | Gunther Goovaerts / Sven Verbrugge                 |                                            |                                           |
| 1993 | Gunther Goovaerts / Sven Verbrugge                 | Eddy Somers / Ludo Somers                  | Geert Devoldere / Gilbert Devoldere       |
| 1992 | Eddy Ramon / Gino Strubbe                          |                                            |                                           |
| 1991 | Geen kampioenschap                                 | Geen kampioenschap                         | Geen kampioenschap                        |
| 1990 | Geen kampioenschap                                 | Geen kampioenschap                         | Geen kampioenschap                        |
| 1989 | Geen kampioenschap                                 | Geen kampioenschap                         | Geen kampioenschap                        |
| 1988 | Geen kampioenschap                                 | Geen kampioenschap                         | Geen kampioenschap                        |
| 1987 | Geen kampioenschap                                 | Geen kampioenschap                         | Geen kampioenschap                        |
| 1986 | Geen kampioenschap                                 | Geen kampioenschap                         | Geen kampioenschap                        |
| 1985 | Geen kampioenschap                                 | Geen kampioenschap                         | Geen kampioenschap                        |
| 1984 | Geen kampioenschap                                 | Geen kampioenschap                         | Geen kampioenschap                        |
| 1983 | Geen kampioenschap                                 | Geen kampioenschap                         | Geen kampioenschap                        |
| 1982 | Daniel Van Bellinghen / Raf D'Hollander            | Thierry Borms / ?                          | Rene Santermans / ?                       |
| 1981 | Daniel Van Bellinghen / Raf D'Hollander            | Boudewijn De Kort / Karel Torfs            | Rene Santermans / L. Schuurmans           |
| 1980 | Daniel Van Bellinghen / Raf D'Hollander            | Remi Descheemaecker / Dick Van Den Dijk    | Thierry Borms / Jo Castiaux               |
| 1979 | Daniel Van Bellinghen / Raf D'Hollander            | Freddy Versluys / Karel Torfs              | Thierry Borms / ?                         |
| 1978 | Daniel Van Bellinghen / Raf D'Hollander            | Remi Descheemaecker / Dick Van Den Dijk    | Boudewijn De Kort / Karel Torfs           |
| 1977 | Boudewijn De Kort / Karel Torfs                    | Pierre Borms / Geert Knuiman               | Freddy Versluys / Mertein Van Gils        |
| 1976 | Aloïs Dekort / Leon Lariviere                      | Remi Descheemaecker / Albert Jans          | Pierre Borms / Jose Casteraux             |
| 1975 | Remi Descheemaecker / Eric Martens                 | Pierre Borms / Jose Casteraux              | Arthur Nuyts / ?                          |
| 1974 | Aloïs Dekort / Pierre Van Hoof                     | Remi Descheemaecker / ?                    | Pierre Borms / Mickel Moonens             |
| 1973 | Aloïs Dekort / Pierre Van Hoof                     | Remi Descheemaecker / ?                    | François Smits / ?                        |
| 1972 | Aloïs Dekort / Louis De Laet                       | Gustaaf Cox / Albert Jans                  | Remi Descheemaecker / Rene Van Rijt       |
| 1971 | Aloïs Dekort / Louis De Laet                       | François Smits / ?                         | Leon Liekens / Pierre Van Hoof            |
| 1970 | Aloïs Dekort / Roger Vandenbosch                   | Gustaaf Cox / ?                            | Leon Liekens / ?                          |
| 1969 | Georges Van Tilt / Leon Lariviere                  | Leon Liekens / Pierre Van Hoof             | Aloïs Dekort / ?                          |
| 1968 | Leon Liekens / Pierre Van Hoof                     | Georges Van Tilt / ?                       | Raphael Uyttendaele / Juliette Goeman     |
| 1967 | Leon Liekens / Jean Van Tongelen & Pierre Van Hoof | Arthur Nuyts / ?                           | Freddy Taillieu / ?                       |
| 1966 | Georges Van Tilt / Peeters                         | Leon Liekens / ?                           | Freddy Taillieu / ?                       |
| 1965 | Leon Liekens / Jean Van Tongelen                   | Freddy Taillieu / ?                        | Arthur Nuyts / ?                          |
| 1964 | Leon Liekens / Jean Van Tongelen                   | Raymond Bodart / ?                         | Marcel Lazard / ?                         |
| 1963 | Leon Liekens / Jean Van Tongelen                   | Raymond Bodart / ?                         | Andre Magerat / ?                         |
| 1962 | Leon Liekens / Jean Van Tongelen                   | Raymond Bodart / ?                         | Andre Magerat / ?                         |
| 1961 | Leon Liekens / Jean Van Tongelen                   | Joseph Brems / ?                           | Albert Van Hove / ?                       |
| 1960 | Joseph Brems / Roger Martin                        | Leon Liekens / ?                           | Raymond Bodart / ?                        |
| 1959 | Leon Liekens / Jean Van Tongelen                   | Raymond Bodart / ?                         | Rene Heyndrickx / ?                       |
| 1958 | Leon Liekens / Leon Franck                         | Albert Van Hove / ?                        | Raymond Bodart / ?                        |
| 1957 | Roger Vanlerberghe / Marcel Beeckaert              | Pierre Frenay / ?                          | Leon Liekens / ?                          |
| 1956 | Leon Liekens / Jos Verpoorten                      | Roger Vanlerberghe / ?                     | Pierre Frenay / ?                         |
| 1955 | Leon Liekens / Jos Verpoorten                      | Roger Vanlerberghe / ?                     | Pierre Frenay / ?                         |
| 1954 | Leon Liekens / Jos Verpoorten                      | Pierre Frenay / ?                          | Joseph Brems / ?                          |
| 1953 | Pierre Frenay / Marcel Demez                       | Leon Liekens / Jos Verpoorten              | Roger Vanlerberghe / ?                    |
| 1952 | Pierre Frenay / Marcel Demez                       | Roger Vanlerberghe / ?                     | Victor Goovaerts / ?                      |
| 1951 | Karel Dom / Marcel Peeters                         | Albert Verhaegen / ?                       | Gaston Van Obbergen / ?                   |

American football · Atletiek (indoor · outdoor · 10 km · 1/2 marathon · marathon · veldlopen · meerkamp) · Autosport (rally) · Badminton · Basketbal (heren · dames) · Baseball · Beachvolleybal · Biljart (driebanden) · Dammen · Futsal · Gymnastiek (acro · trampoline) · Handbal (heren · dames) · Hockey (heren · dames) · IJshockey · Korfbal (zaal · veld) · Krachtbal · Kunstschaatsen · Motorcross (trial · zijspan) · Schaatsen · Schaken · Snooker · Squah · Strandvoetbal · Triatlon (sprint · middenafstand · olympische afstand · mixed relay · ploegen · cross) · Voetbal (heren · dames) · Waterskiën (racing) · Volleybal (heren · dames) · Wielrennen (tijdrijden · weg · piste · gravel · veld · mountainbike · BMX) · Zaalhockey (heren · dames) · Zaalvoetbal